# Jayco
Jayco est un fabricant américain de camping-cars et de caravanes filiale de Thor Industries.

## Historique
Jayco est localisé à Middlebury (Indiana). La société a été fondée en 1967 par Lloyd Jay Bontrager, grâce à une idée de sa femme Bertha. Le nom de la société s'inspire de son deuxième prénom. Le slogan se tient en cette phrase : « nous traitons nos clients comme notre famille ». Bontrager a joué un rôle dans le développement et l'innovation de plusieurs types de camping-car. Dès la première année de business, Bontrager vend 132 camping-cars et engage 15 employés en fin 1968. À la suite des grandes demandes, la compagnie de se délocalise en 1969. La société s'accroît en conséquence et fonde en 1970 un deuxième bâtiment à Harper (Kansas). En 1971, 3 500 camping-car ont été construits par la société. Le nombre d'employés passe à 1 700,,. 
Depuis sa fondation, Jayco est propriété et dirigé par les membres de la famille Bontrager,,. Jayco vend approximativement 25 000 véhicules par an. La société vend également la marque numéro une aux États-Unis, le Jay Flight, qui a été récemment certifié Gold Medal Green Certified RV. En Australie, Jayco est manufacturé par Jayco Australia, un fabricant indépendant, non-affilié au Jayco Inc. américain.
L'entreprise sponsorise plusieurs équipes cyclistes dont les équipes World teams masculine, féminine Jayco AlUla et la sélection nationale féminine australienne.